# 蘇順
苏顺（?—?），字孝山，京兆霸陵县（今陕西省西安市东北）人，东汉文学家。
东汉汉和帝、汉安帝时，苏顺以才学为人所称道。他喜好养生之术，好隐居求道。年纪很大的时候才出来做官，拜拜为郎中，在官任上去世。苏顺好文辞，著有赋、论、诔、哀辞、杂文共十六篇。苏顺所作诔，刘勰称其“辞靡律调”。《隋书·经籍志》注其著有《郎中苏顺集》二卷，《旧唐书·经籍志》、《新唐书·艺文志》都著录有《苏顺集》二卷。

## 延伸阅读
[在维基数据编辑]
 《後漢書·卷80上》，出自范晔《後漢書》